# Alena Mornštajnová
Alena Mornštajnova, née le 24 juin 1963 à Valašské Meziříčí, est une autrice et traductrice tchèque, membre du PEN Club. Elle est notamment l'autrice des romans Hana (2017) et Les Années silencieuses (2019).

## Biographie

### Enfance et formation
Probablement née à Hranice, Alena Mornštajnova a toujours vécu à Valašské Meziříčí. Elle est diplômée du gymnase de Valašské Meziříčí, mais ne parvient pas à rejoindre le département de traduction et d'interprétation de la faculté des lettres de l'université Charles de Prague. Elle se dirige alors vers des études post-secondaires d'un an et obtient l'examen général d'État de Langues anglaise et russe[réf. nécessaire].
L'autrice est refusée une seconde fois par la faculté des lettres de l'université Charles de Prague. Durant son congé de maternité, elle suit une formation post-bac de deux ans. A l'issue de ce congé, elle obtient un poste de professeure d'anglais dans l'école où elle a étudié et débute en parallèle ses études universitaires en anglais et en tchèque.

### Enseignement
Elle ne commence l’université qu’après la révolution de Velours, et entame son travail de traductrice après avoir terminé ses études. En parallèle, elle a proposé des cours privés de langue. En 2007, elle obtient une proposition d'emploi dans une école de langue. Elle y enseigne jusqu'en 2013, date à laquelle elle publie son premier livre, Slepá mapa.

### Écriture
Son premier roman, Carte aveugle, est publié en 2013. Il raconte l'histoire de trois générations de femmes, Anna, Elizabeth et Agnès, et montre l'influence des événements historiques sur leur vie et leurs différentes réactions. Elle décrit, entre autres, le passage de la subordination féminine austro-hongroise à l'émancipation de la Première République, mais aussi la séparation de deux sœurs, dont l'une épouse un Allemand enrôlé pour la guerre, et l'autre qui se pense abandonnée par un juif allemand émigré en Amérique. Le billet d'avion qu'il lui avait envoyé dans une lettre avait été détruit par sa sœur sans le savoir. Par pragmatisme, elle épouse un ami d'enfance pour qu'ils ne soient pas tous deux soumis aux travaux forcés du Reich. Ce premier livre a été très favorablement accueilli par les lecteurs et les critiques, c'est pourquoi il a été sélectionné pour le Prix du livre tchèque en 2014,.
En 2018, son troisième roman Hana est élu livre de l’année en Tchéquie. Il s'agit de son premier grand succès. Publié en 2017, ce roman évoque une épidémie de typhoïde se déroule à Valašské Meziříčí en 1954 et elle utilise le thème de l'Holocauste. Ce roman existe également en version audio, narré par Lenka Vlasáková. En 2022, les droits de traduction du livre avaient été vendus à 23 pays. Selon Libération, Hana, son troisième roman, est typique de l'autrice. Il s'agit d'une saga sur trois générations, qui subissent des catastrophes liées à l'histoire du monde. Chaque génération est incarnée par une femme. D'après Libération, ce roman est également typique des thèmes à succès actuels choisis par la jeune génération d’autrices tchèques : des récits historiques montrant la vie de petites villes tchécoslovaques au XXe siècle. Alena Mornštajnová situe son roman dans sa propre ville, Valašské Meziříčí, en Moravie, située proche de la frontière slovaque et où a eu lieu une épidémie de typhus en 1954. Le roman, bien que s'appuyant sur le thème de la culpabilité, notamment la culpabilité des rescapés des camps de concentration nazis, présente les choses avec « légèreté, humour, voire optimisme. »,
Elle publie un second livre en 2018, Maison hantée, un livre pour enfants qui raconte l'histoire d'une vieille femme qui a peur même du son de son nom,. Celui est suivi en 2019 du roman Les Années silencieuses, un livre sur les relations et l'importance de la communication qui évoque le pouvoir des mots.
Elle est également l'autrice de plusieurs contes et récits. En ce sens, elle contribue régulièrement aux recueils de nouvelles de la maison d'édition Listen et à des revues littéraires.[réf. nécessaire]

## Prix
- 2018 : Prix du livre tchèque et Livre tchèque des lycéens pour Hana
- 2019 : Livre tchèque de l'année pour Les Années silencieuses[7]
- 2019 : 3e place au classement du livre de l'année de Lidové noviny pour Les Années silencieuses
- 2022 : Prix du livre pour novembre[8]

## Œuvres
- Carte aveugle, Host, 2013
- Hotylek, 2015
- Hana, 2017
- Maison hantée, 2018
- Les années silencieuses, 2019
- Novembre, 2021
- La goutte d’Aja, 2022
- Teribear : Le secret de la boîte bleue, 2022
- Forêt dans la maison, Host, 2023[9]
- Le Jeune Fou, 2020
- « À la maison », dans Que va-t-il se passer ensuite, 2022
- « À la maison », dans Histoires pour chez soi, 2022